# 马尔蒂尼亚纳波
马尔蒂尼亚纳波（義大利語：Martiniana Po），是意大利库内奥省的一个市镇。总面积13平方公里，人口766人，人口密度58.9人/平方公里（2009年）。ISTAT代码为004121。